# 南方澳
24°35′02″N 121°51′59″E / 24.58389°N 121.86639°E

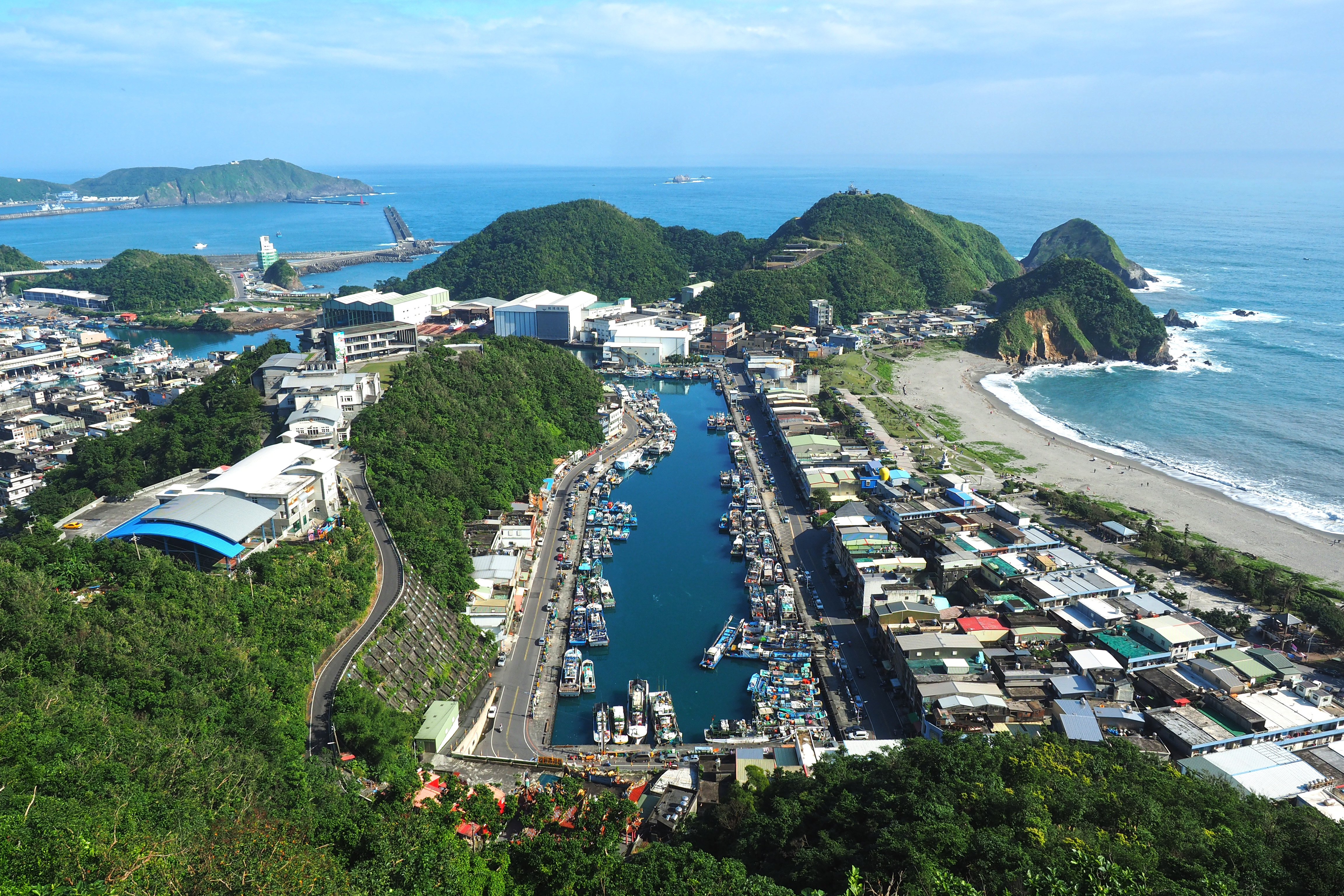
南方澳內埤漁港與內埤海灘

南方澳（亦指南方澳漁港）是一位於台灣東北部的宜蘭縣蘇澳鎮境內東南方，東臨太平洋的天然漁港，南方澳漁港除了是台灣三大漁港之一外，也是東部遠洋漁業的重要基地。

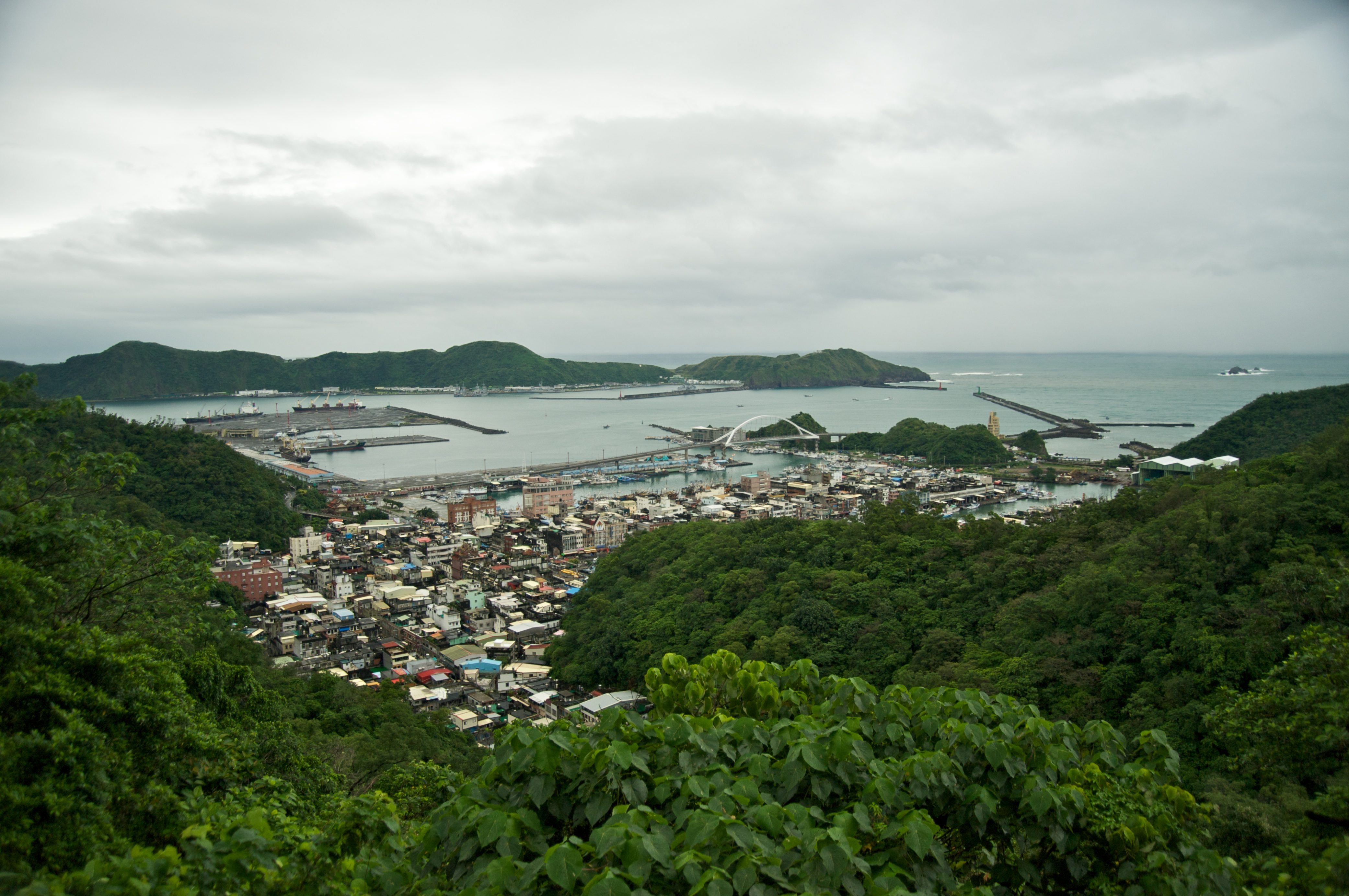
俯瞰南方澳與蘇澳港

## 簡介

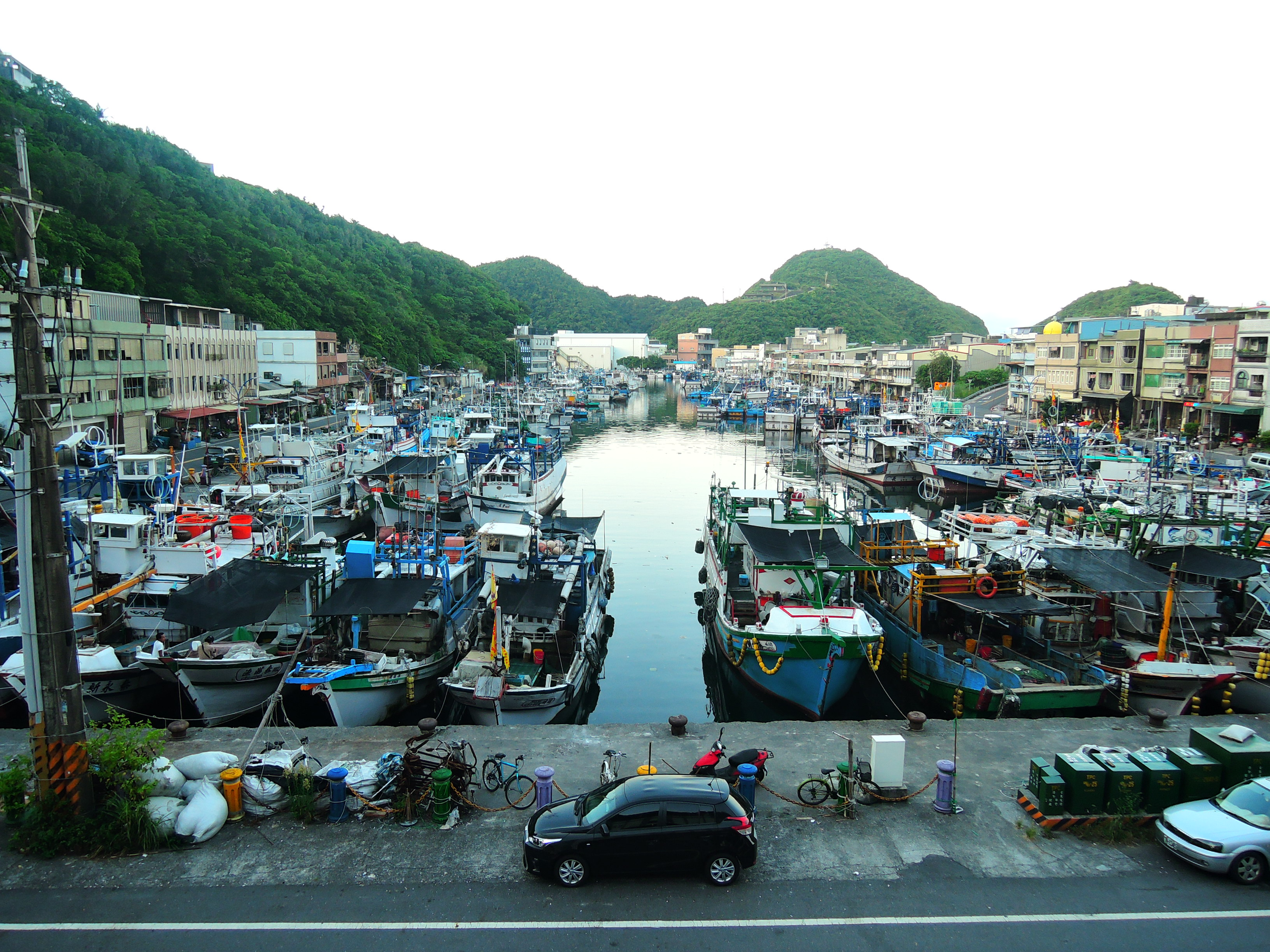
南方澳港停泊的船隻

南方澳六里人口數約6,602人（2023年2月統計），其中從事漁業的人口有80%。南方澳漁港三面環山，地形隱蔽且近漁場，為天然良港，與其對面的島以砂洲相連成陸連島，因而造就成一道天然防波堤。該港在1923年日治時期便是一個已完工的漁港，並引進大量的日本漁業移民及日本漁具漁法。全盛時期，南方澳的人口數接近30,000人，蘇澳漁港（南方澳第一漁港）附近南天宮則為當地的信仰中心。
1998年通車的南方澳大橋是宜蘭縣政府針對南方澳漁港之長遠發展，於第三漁港外側進出航道上方規劃設計一座跨漁港航道拱型鋼橋，取代舊有駝背橋，以解決大型漁船無法通行之困擾，提昇南方澳漁港發展競爭力。造型優美之拱型鋼橋，除作為豆腐岩海岬及東側新建碼碩對外連絡之捷徑，與現有環港道路形成環狀網路，促進漁港之整體發展。更增添南方澳漁港一特殊景觀。
2010年10月21日梅姬颱風帶來豪雨，造成南方澳有史以來最嚴重之土石流災害。
2019年10月1日發生南方澳大橋坍塌事故，造成6死12傷，2020年5月國家運輸安全調查委員會公布調查資料，預計同年8月完成調查報告草案，送委員會議審議，經審議通過後再公布完整的調查報告。2022年12月18日完工通車。

## 周邊景點

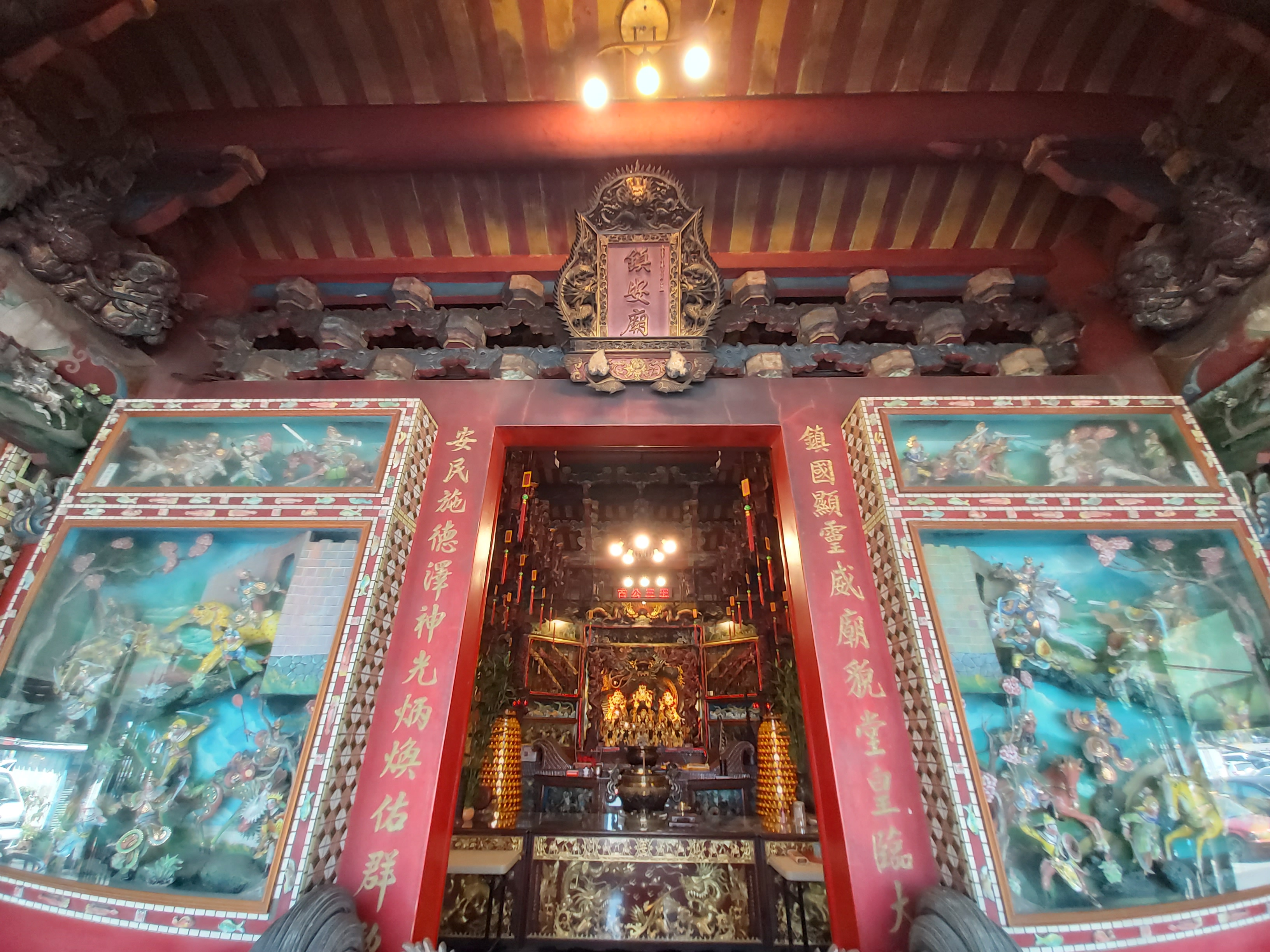
鎮安廟

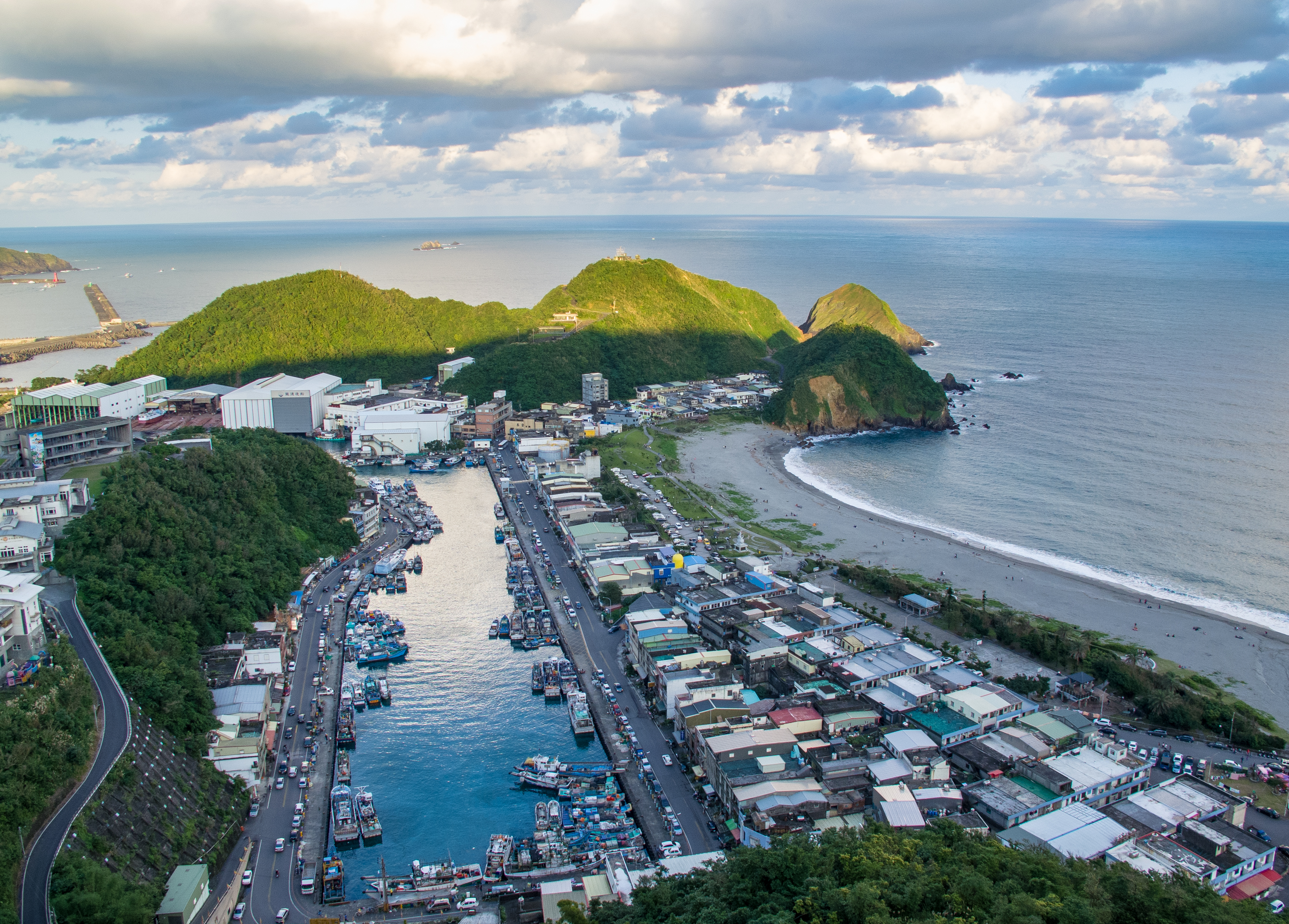
內埤港與內埤海岸

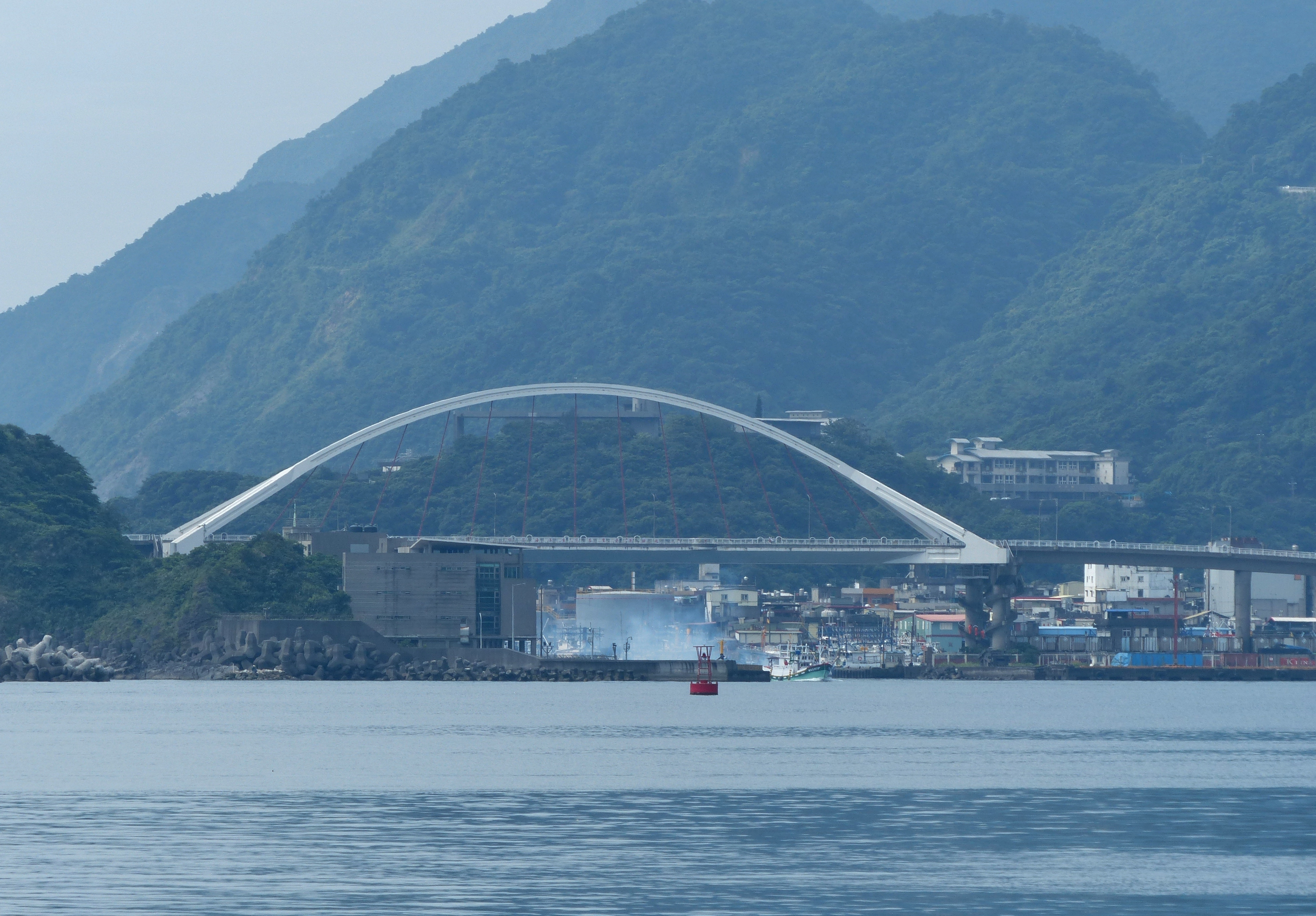
南方澳大橋（已損毀）

- 南方澳大橋
- 昭安宮
- 鎮安廟和鎮南廟
- 漢聖宮
- 池碧宮
- 城隍廟和大眾爺廟
- 南方澳南仙宮
- 南方澳基督教長老教會
- 南方澳金龍寺
- 南方澳南天宮
- 南方澳進安宮
- 南方澳豆腐岬
- 南澳朝陽步道
- 內埤灣海濱公園
- 北方澳
- 北方澳海軍媽祖進安宮
- 開路先鋒爺廟
- 烏石鼻
- 東澳海灣
- 羅大春提督開路紀念碑
- 蘇花公路
- 南方澳漁港[6]
- 蘇澳港

## 公車資訊

### 國道客運
- 國光客運：
  - 1812 台北－南方澳(經中山高、濱海公路)
  - 1879 圓山轉運站－南方澳(經南港，國道5號)

### 公路客運
- 國光客運：
  - 1766 南方澳－烏石港(平日行駛)
  - 1767 南方澳－純精路－頭城(平日行駛)
  - 1791 羅東－清水－南方澳

### 宜蘭縣市區公車
- 國光客運：
  - 紅2 宜蘭轉運站－南方澳(假日行駛)
  - 綠28 蘇澳新火車站－豆腐岬風景區